# Sukhoi Su-30
O Sukhoi Su-30 (Russo: Сухой Су-30); (OTAN: Flanker C) é um caça multiuso, bimotor, de dois tripulantes, com característica de supermanobrabilidade desenvolvido pela Sukhoi. Possui capacidade operacional em qualquer condição climática, podendo ser usado tanto em combate ar-ar quanto em missões de interdição aérea.
O Su-30 começou como um projeto interno de desenvolvimento da família Sukhoi Su-27 pela Sukhoi. Seu plano de design e nome foi renovado oficialmente pelo Ministério de Defesa da Rússia em 1996. Da família Flanker, apenas os Su-27, Su-30, Su-34 e Su-35 tiveram pedidos para produção em série pelo Ministério de Defesa. Os outros modelos, como o Su-37 e Su-47, eram protótipos. O Su-30 possui duas versões distintas, fabricadas por organizações concorrentes: KnAAPO e a Irkut, ambas sobre a influência do Grupo Sukhoi.
A KnAAPO produz o Su-30MKK e o Su-30MK2, o qual foi desenvolvido para venda a China e, posteriormente, a Indonésia, Uganda, Venezuela, e Vietnã. Devido ao envolvimento da KnAAPO nos estágios iniciais de desenvolvimento do Su-35, suas versões de Su-30 são basicamente tipos de Su-35 com dois lugares. A China escolheu uma mais antiga, porém mais leve, versão de radar assim como possibilidade de retirar os canards no intuito de aumento de capacidade de carga. O caça possui capacidades de supremacia aérea e ataque ao solo, sendo similar ao F-15E.
A Irkut tradicionalmente servia as Forças de Defesa Aérea Soviética e, nos primeiros anos de desenvolvimento do Flanker, foi dada a responsabilidade de produção do Su-27UB, a versão de treinamento de dois tripulantes. Quando a Índia demonstrou interesse no Su-30, foi oferecido a Irkut o multiuso Su-30MKI, o qual foi originalmente modificado sobre plataforma do Su-27UB, contendo melhorias na aviônica para uso como caça. Ao longo de suas capacidades de ataque ao solo, a série teve adição de recursos para uso em superioridade aérea, como a introdução de canard, empuxo vetorial e radar passivo de escaneamento eletrônico de longo alcance. Suas derivações incluem o Su-30MKM, MKA e SM, em uso pela Malásia, Argélia e Rússia. A Força Aérea Russa opera vários Su-30 e fez pedidos para a versão Su-30SM.

## Desenvolvimento
Apesar do original Su-27 possuir bom alcance operacional, ainda não era o suficiente para as necessidades das Forças de Defesa Aérea Soviética (PVO, diferente da VVS, a Força Aérea Soviética). As Forças de Defesa Aérea necessitavam de uma aeronave para cobrir o vasto e extenso território da União Soviética. Consequentemente, houve o início de desenvolvimento em 1986 do Su-27PU, uma variante de melhorada das capacidades do Su-27, capaz de ser utilizado como avião de intercepção de longo alcance. 
O Su-27UB de treinamento foi selecionado como base para o Su-27PU, devido, sobretudo, a sua performance igual ao Su-27 monoposto e necessidade de dois tripulantes em missões de longo alcance. O demonstrador de "prova de conceito" voou em 6 de Junho de 1987, tendo sucesso para o começo de desenvolvimento do trabalho sobre dois protótipos de Su-27PU. O primeiro voo do Su-27PU ocorreu em Irkutsk no dia 31 de dezembro de 1989, e os primeiros de três modelos de pré-produção voaram em 14 de Abril de 1992.

## Design

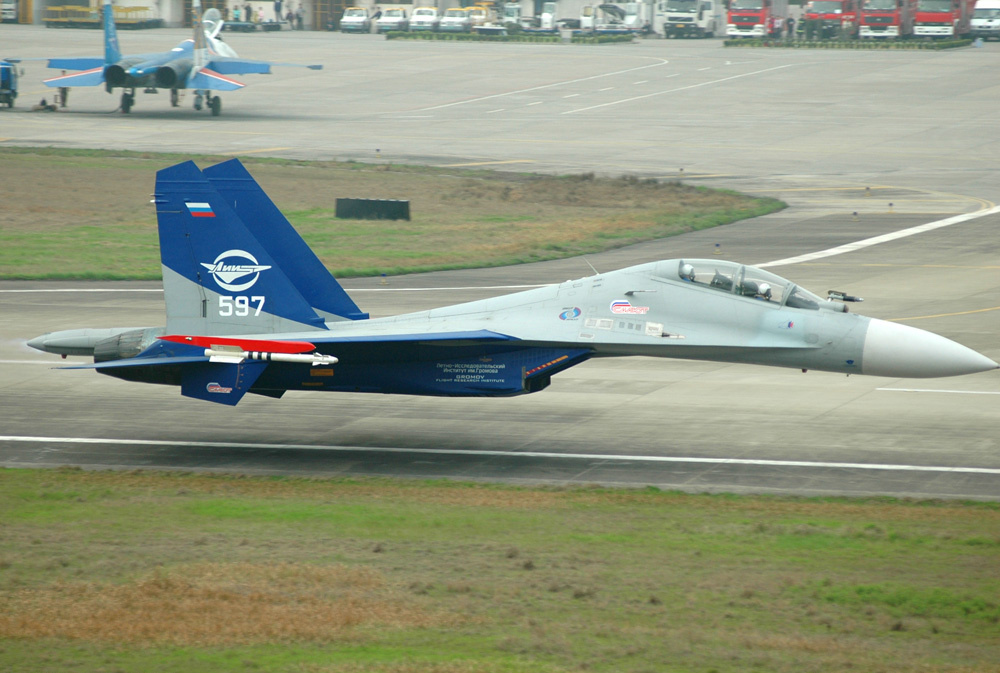
Um Sukhoi Su-30LL russo voando sobre a pista do Aeroporto Zhangjiajie Hehua a menos de um metro do chão

O Su-30 é um caça multiuso. Possui cockpit de dois tripulantes com freios aéreos atrás da canopy.

### Características de voo
Possui configuração integrada de aerodinâmica, combinado com o empuxo vetorial para habilidade de controle, o que resultam em alta manobrabilidade e características próprias de decolagem e pouso. É equipado com sistema digital fly-by-wire, possibilitando a aeronave realizar manobras aéreas avançadas, incluindo o Pugachev's Cobra e o tailslide. Tais manobras desaceleram rapidamente o avião, possibilitando a passagem de um perseguidor em dogfight, assim como a quebra de travamento de radar Doppler, já que a velocidade relativa da aeronave cai abaixo da possibilidade de registro do mesmo.

### Motores
O Su-30 possui dois motores Saturn AL-31F de pós-combustão com baixa taxa de contorno. Dois AL-31Fs, cada unidade com taxa de empuxo de 12,500 kgf (123 kN, 27,550 lb) em pós-combustão, chegando a Mach 2 em altitude, 1,350 km/h em baixa altitude, e com razão de subida de 230 m/s. Com reserva normal de combustível de 5,270 kg, o Su-30MK é capaz de realizar missões de combate de até 4 a 5 horas, com alcance de 3,000 km. Um sistema de reabastecimento aéreo aumenta o alcance para 5 200 km (3 200 mi) e a duração de voo até 10 horas em altitudes de cruzeiro.

### Aviônicas
A aeronave possui piloto automático com habilidade de uso em todos os estágios de voo, incluindo em voo de baixa altitude em modo de terreno de seguimento de radar, realizando individualmente e em grupo em situações de combate ar-ar e ataque ao solo/mar. O sistema de piloto automático fica interconectado com o de navegação para garantir rotas de voo, aproximação de alvo, volta a pista e aproximação final de pouso.

## História operacional

### Intervenção russa na Guerra Civil Síria
Vários Su-30SMs foram enviados para a Síria na Intervenção russa na Guerra Civil Síria, com o intuito de providenciar escolta e localização de alvos para os bombardeiros ao atacar grupos de terroristas islâmicos. Caças Su-30SM foram entregues no Aeroporto Internacional Bassel Al-Assad em Lataquia em Setembro de 2015. Pelo menos 4 Su-30SM foram vistos através de fotos de satélite na base. No final de Dezembro de 2015, havia 16 Su-30SM na Base Aérea de Khmeimim.

### Potenciais operadores
A Força aérea de Bangladesh e o Ministério de Defesa anunciaram planos de adquirir um esquadrão de Su-30MK2 depois da entrega de 16 unidades de Yakovlev Yak-130 em 2015.
A Tailândia formalmente solicitou informações para uma possível aquisição do Su-30MK/MK2. Contudo, o Saab JAS 39 Gripen foi colocado como prioridade.
Em janeiro de 2016, o Ministro da Defesa da Armênia, Seyran Ohanyan, mencionou diálogos com a Rússia para a possibilidade de fornecer caças Su-30 para a Armênia devido ao acordo bilateral tecno-militar de cooperação entre ambos os países.
Em fevereiro de 2016, Rússia concluiu acordo preliminar de exportação de uma quantidade não revelada de Su-30 para a Bielorrússia.
O Ministério de Defesa do Irã anunciou em fevereiro de 2016 que o país possuía intenção de comprar um determinado número de caças Su-30SM.

## Variantes

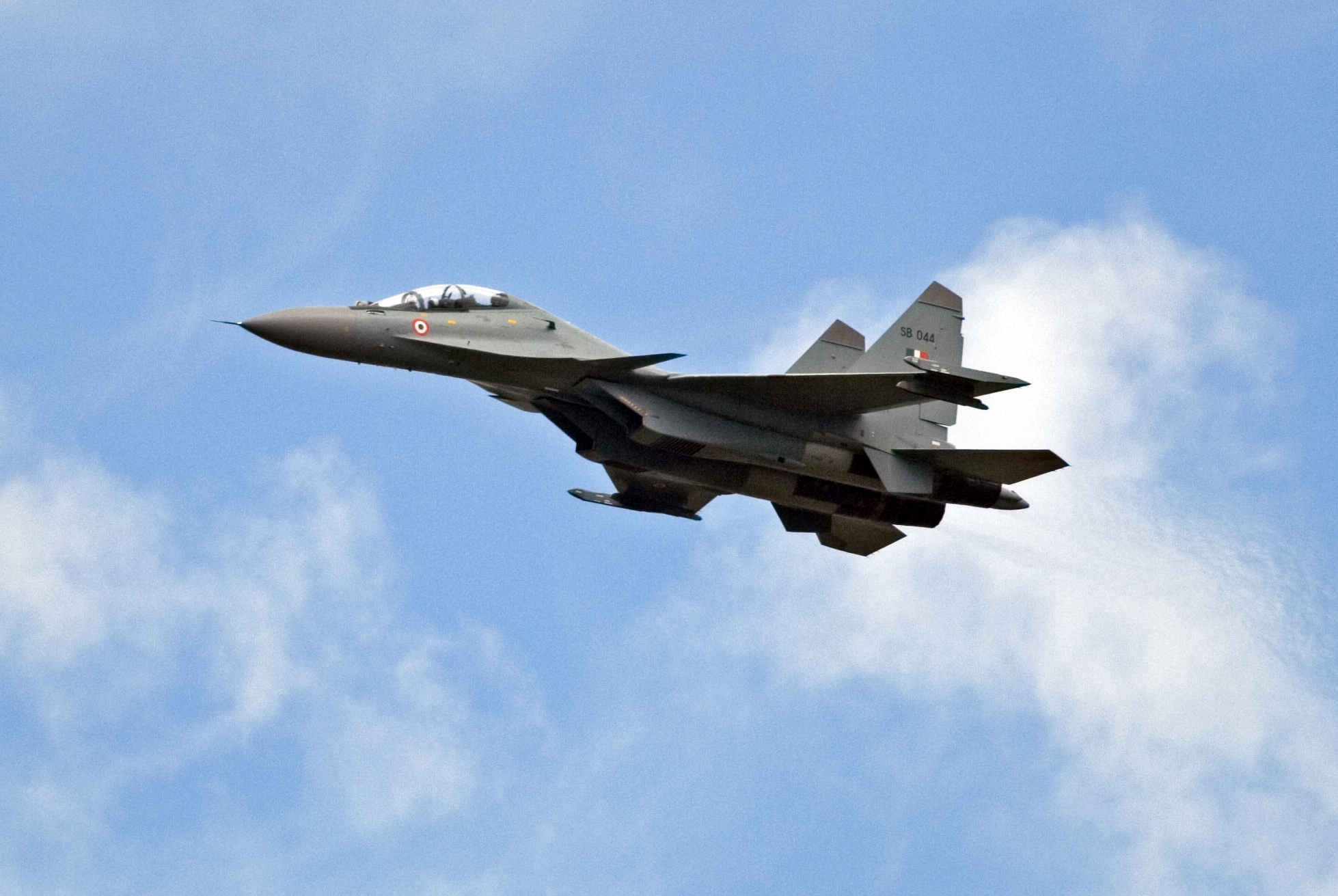
Su-30MKI da Força Aérea da Índia

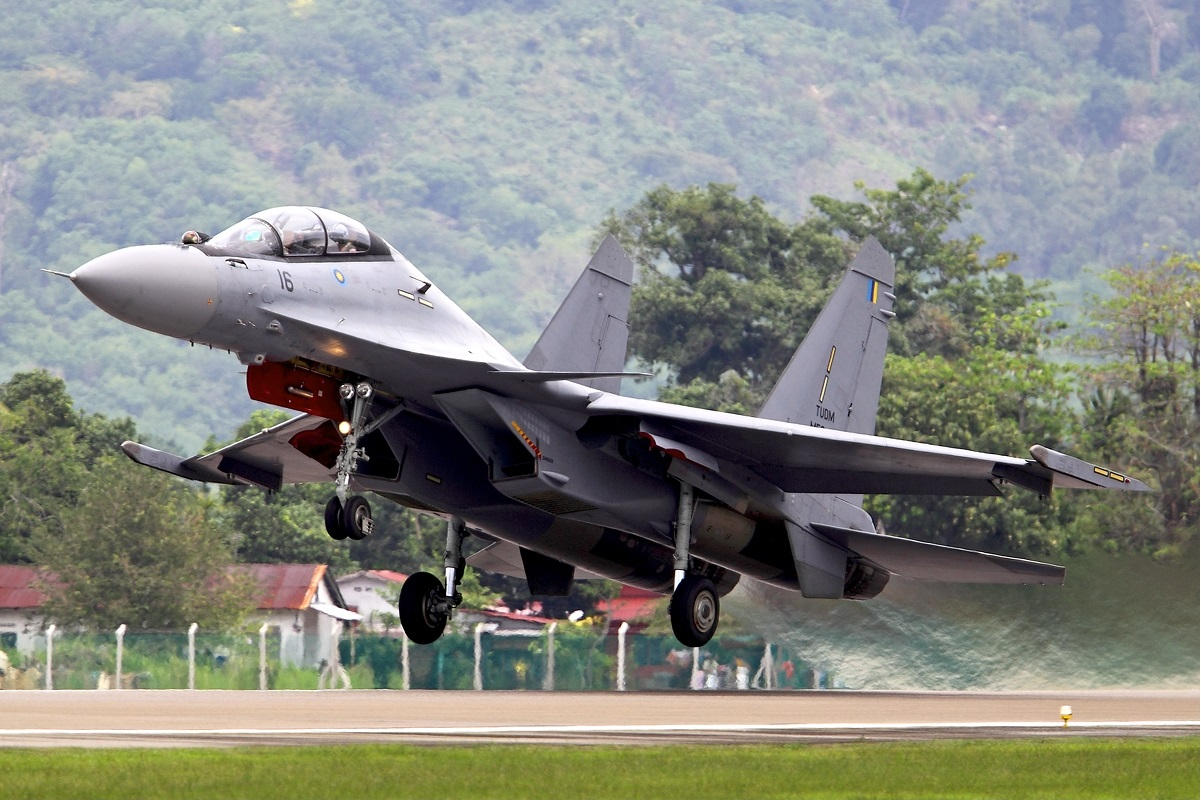
Su-30MKM da Força Aérea Real da Malásia

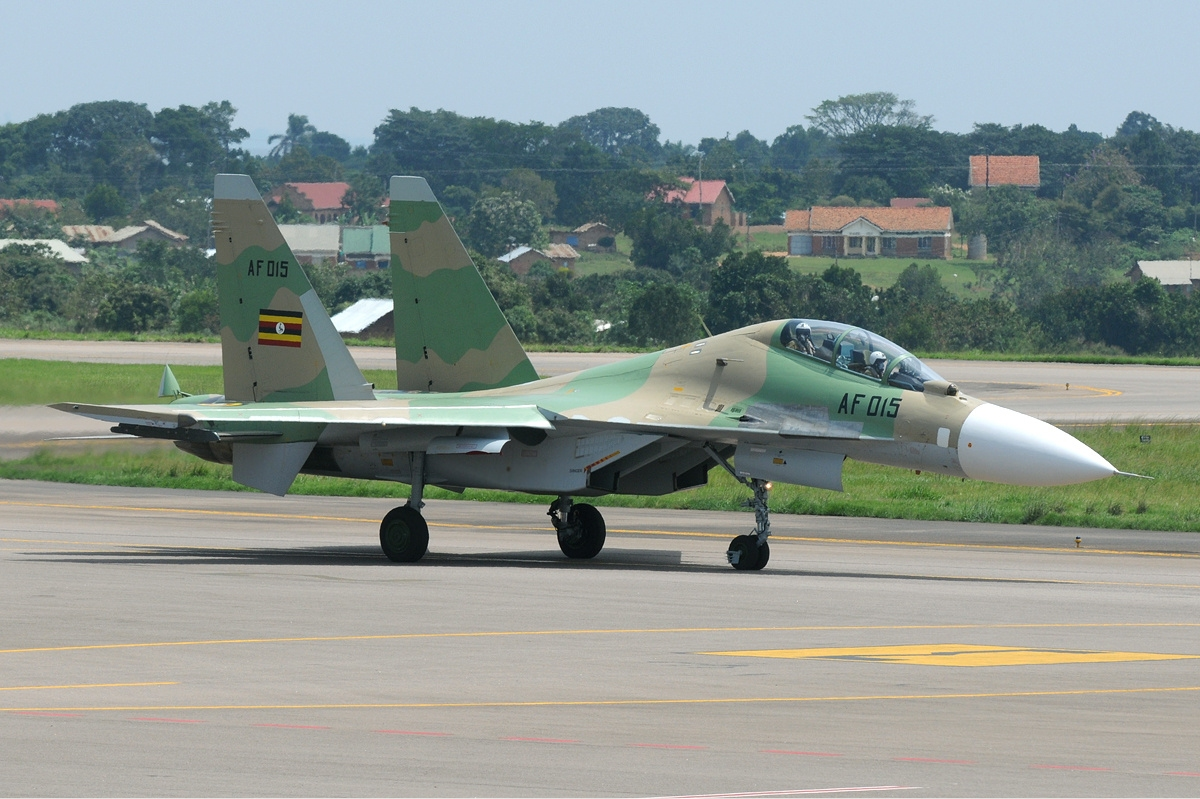
Su-30MK2

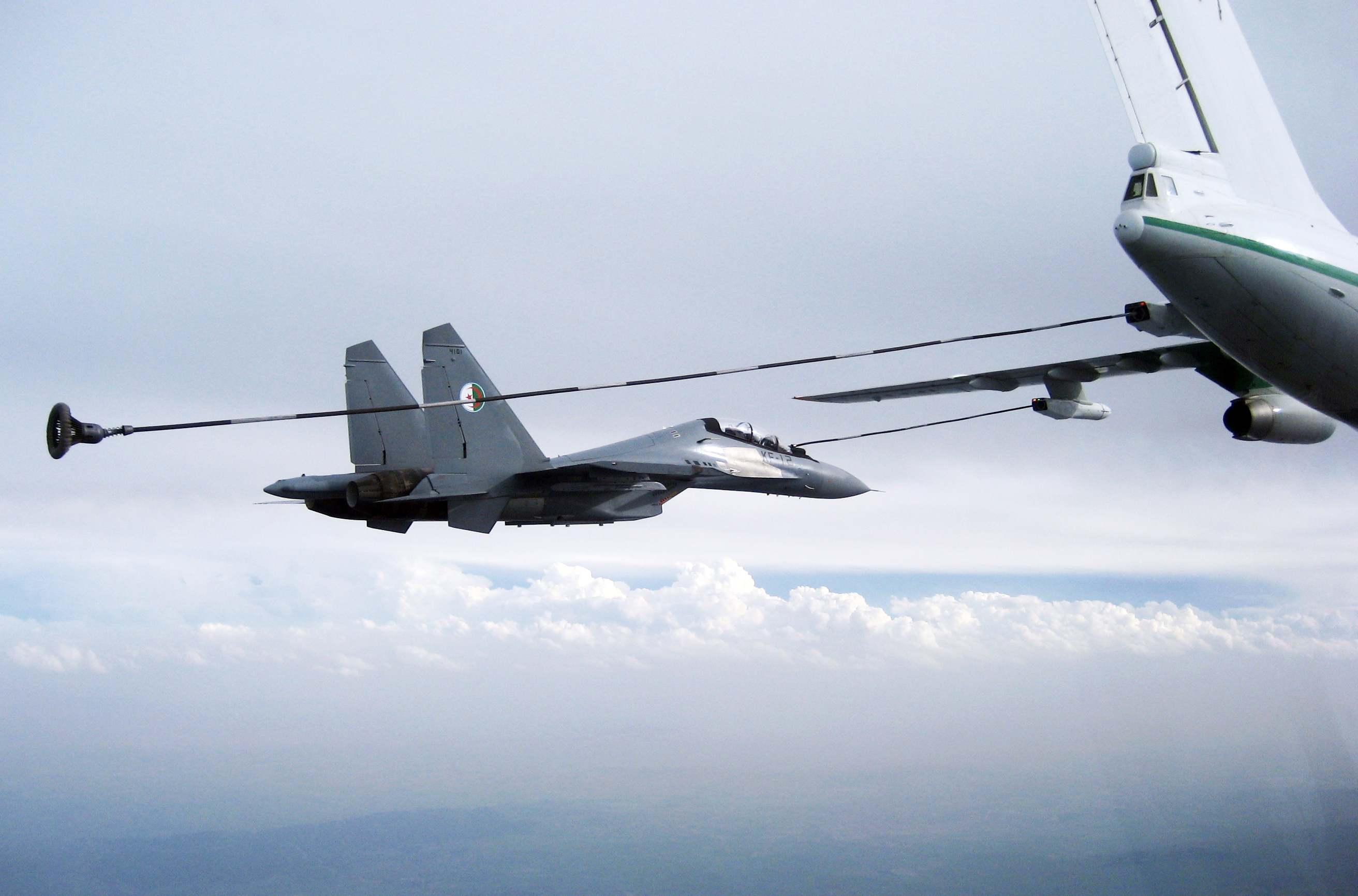
Su-30MKA sendo reabastecido por um Il-78 Midas

Su-30K
Versão básica do Su-30 de exportação.
Su-30KI
Proposta de atualização de caças Su-27S da Força Aérea Russa. Também proposta para exportação à Indonésia, tenho 24 unidades encomendadas porém canceladas, subsequentemente, devido a Crise financeira asiática de 1997.
Su-30KN
Atualização do projeto de caças operacionais de dois tripulantes, o Su-27UB, Su-30 e Su-30K. Foi cancelado pela Rússia, sendo reativado posteriormente como Su-30M2. Bielorrússia considerou atualizar antigos Su-30 indianos para a versão padrão Su-30KN.
Su-30MK
Versão comercial do Su-30M revelado em 1993. Tal variante inclui equipamento de navegação e comunicação da Hindustan Aeronautics.
Su-30M2
Versão de produção da KnAAPO baseada no Su-30MK2. A Força Aérea Russa fez uma encomenda inicial dessa variante em 2009. Testes de fábrica foram completos em setembro de 2010. Vinte aeronaves foram encomendadas, 4 em 2009 e 16 em 2012. Pelo menos 12 foram produzidas até agosto de 2014, sendo 4 do primeiro contrato de 2009, e 8 do segundo de 2012. Foram utilizados como aeronaves de treinamento de combate, para atualizar os caças Su-27SM.
Su-30MKI
MKI de "Modernizirovannyi, Kommercheskiy, Indiski" que significa "Modernizado, Comercial, Indiano". Foram desenvolvidos em conjunto com a Hindustan Aeronautics para a Força Aérea da Índia. Incluem controle de empuxo vetorial (TVC) e canards. São equipados com complexa aviônica multinacional proveniente da Rússia, Índia, França e Israel.
Su-30MKK
Versão de exportação para a China. MKK de Modernizirovannyi, Kommercheskiy, Kitayski que significa "Modernizado, Comercial, China".
Su-30MKM
Derivação do Su-30MKI, o MKM é uma versão altamente especializada  para a Força Aérea Real da Malásia. Inclui controle de empuxo vetorial (TVC) e canards, porém com aviônica de países variados. Possui HUD, IRST (NAVFLIR) e Damocles do Grupo Thales Francês, além de míssil MAW-300 com sensor de aviso (MAWS) RWS-50 RWR e de laser (LWS) da SAAB Avitronics; assim como Radar bars de  radar passivo de escaneamento eletrônico, sistema de guerra eletrônica (EW), de localização óptica (OLS) e cockpit de vidro.
Su-30MKA
Versão do Su-30MKI, com aviônica Francesa e Russa para a Argélia.
Su-30SM
Versão especializada do Su-30MKI e MKM para as Forças Armadas Russas, produzido pela Corporação Irkut. O Ministério da Defesa da Federação Russa se impressionou com a performance do Su-30 MKI e encomendou 30 Su-30SMs, a versão domestica do Su-30MKI para a Força Aérea Russa. O Su-30SM é considerado como caça geração 4+. A nova versão foi atualizada com os requerimentos militares russos para o radar, sistemas de comunicação de rádio, de identificação de aeronaves, assentos ejetores, armas e outros sistemas da aeronave. O caça é equipado com radar Bars-R e HUD de ângulo variável. Um contrato para 60 aeronaves foi assinado em março de 2012, com entrega prevista até 2016. Em 21 de setembro de 2012, o Su-30SM realizou seu primeiro voo. A versão de exportação, Su-30SME foi revelada no show aéreo de Singapura de 2016.
Su-30MKV
Versão de exportação para a Venezuela.
Su-30MK2V
Variante do Su-30MK2 para o Vietnã com modificações menores.

## Operadores
Angola

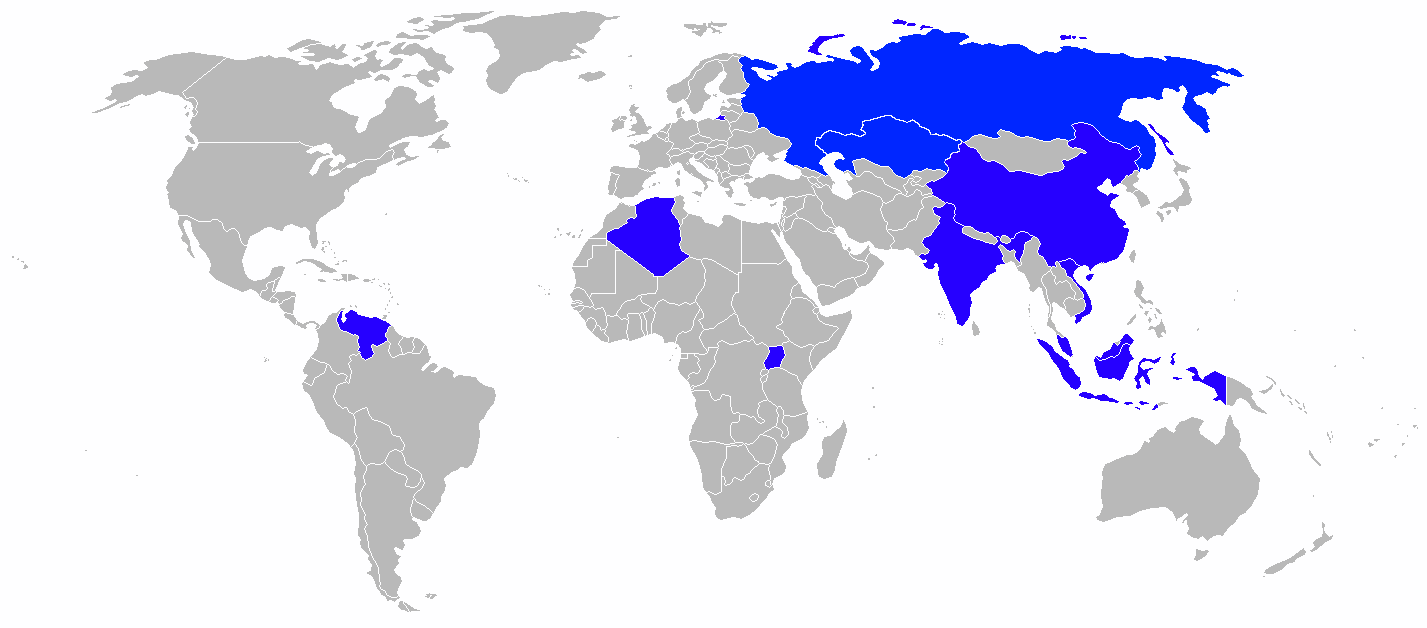
Operadores militares do Su-30:
Operadores

Força Aérea Nacional de Angola solicitou 18 caças Su-30K em 16 de outubro de 2013 como parte de um acordo no valor de 1 bilhão, o qual também incluiu outros equipamentos e serviços de manutenção para o país. Os Su-30K foram inicialmente entregues a Índia nos anos de 1990, mas retornaram à Rússia em 2007.
 Argélia
A Força Aérea da Argélia possui 50 Su-30MKA em serviço. e mais 14 Su-30MKA foram pedidos em 2015.
 Cazaquistão
A Força Aérea do Cazaquistão solicitou um número de Su-30SM em fevereiro de 2015. Os 4 primeiros foram entregues no início de 2015. 12 Su-30SM para 2018.
 China
O Força Aérea do Exército de Libertação Popular opera a variante Su-30MKK.  A Força Naval Aérea do Exército de Libertação Popular opera com a versão Su-30MK2. No ano de 2012, a China operava 76 Su-30MKK e 24 Su-30MK2.
 Índia

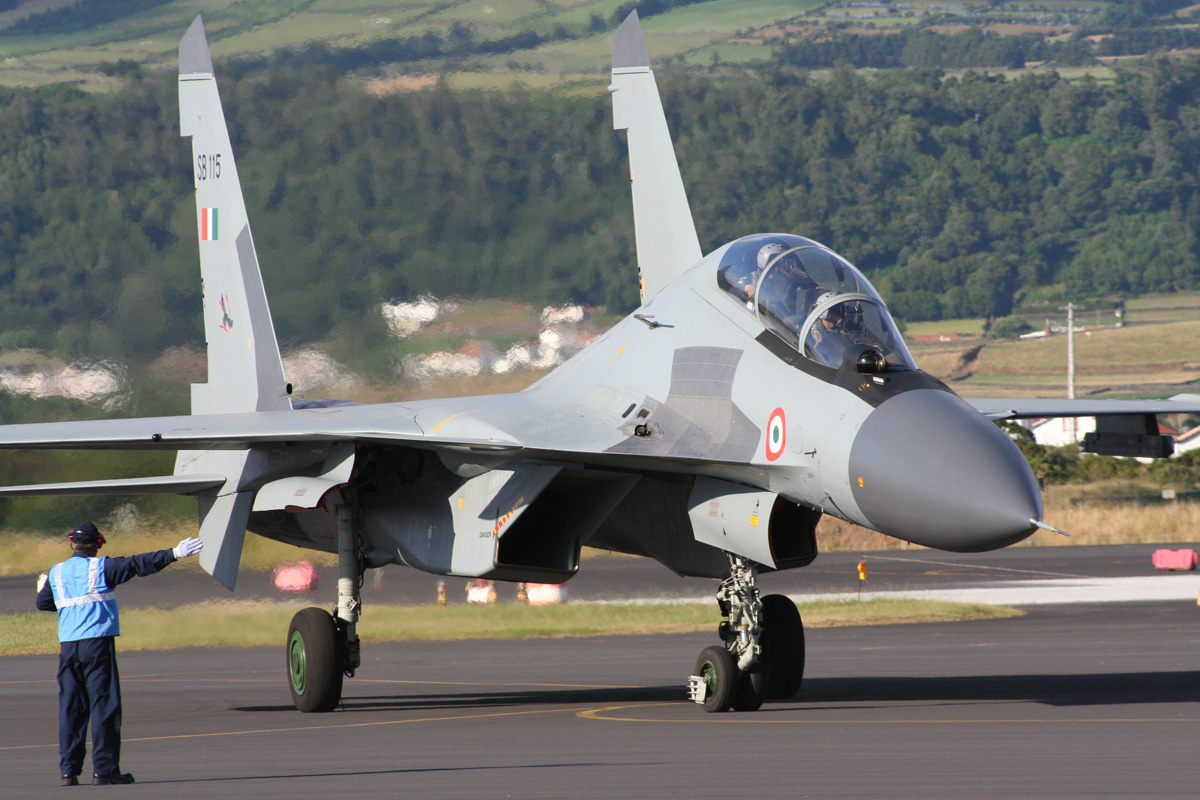
Sukhoi SU-30MKI da Força Aérea Indiana

A Força Aérea da Índia opera a variante Su-30MKI. Rússia fabricou os primeiros exemplares de Su-30MKI, sendo, posteriormente, construída uma versão sobre licença da aeronave pela Hindustan Aeronautics. A IAF possui cerca de 200 Su-30MKI em serviço em agosto de 2014.
 Indonésia
A Força Aérea da Indonésia solicitou 11 exemplares de caças Su-30MK/MK2. Em setembro de 2013 todos os  Su-30MK/MK2 já estavam ativos no inventário.
 Malásia
A Força Aérea Real da Malásia, após realizar uma visita para ver os Su-30MKI indianos, solicitou 18 Su-30MKM em maio de 2003. Os dois primeiros Su-30MKMs foram formalmente entregues em Irkutsk em 23 de maio de 2007, chegando posteriormente na base aérea de Gong Kedak em 21 de junho. Como parte do contrato, a Rússia enviou o primeiro cosmonauta malásio para a Estação Espacial Internacional em outubro de 2007. A Malásia tem 18 Su-30MKMs em serviço.
 Rússia

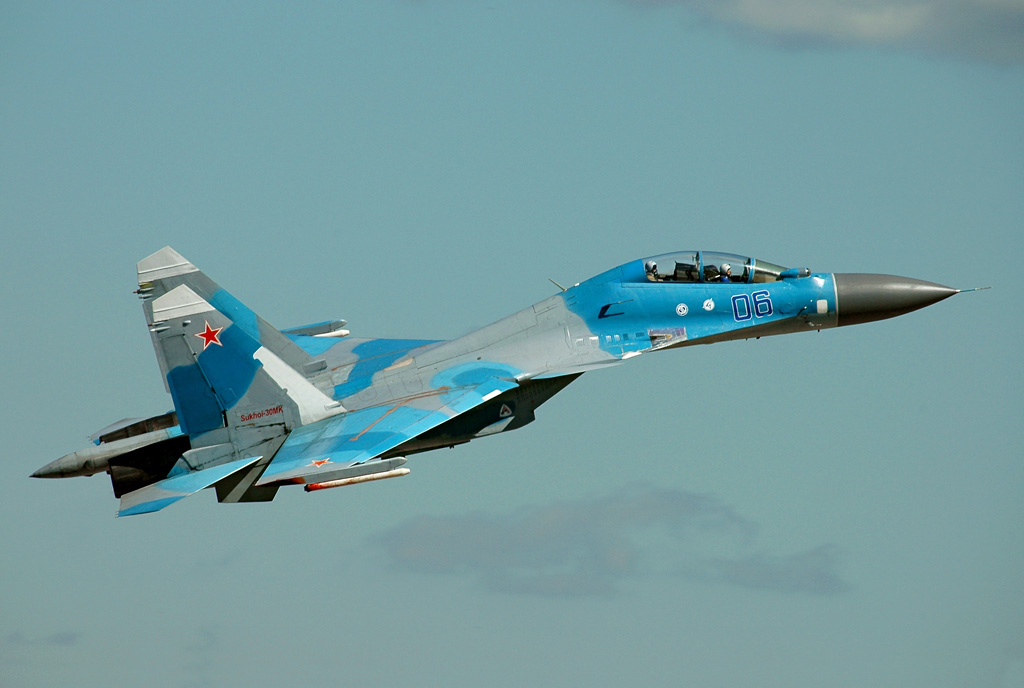
Um Su-30MK russo.

- A Força Aérea Russa possui 3 Su-30, 20 Su-30M2[67] e 56 Su-30SM  em fevereiro de 2016.[68][69] Um pedido de 28 Su-30SM ocorreu em Abril de 2016, com o intuito de aumentar o número total de 88 aeronaves dessa variante, com proposta de entrega em 2018.[70]
- Aviação Naval Russa - possui pedido de 28 Su-30SMs[71] com plano de 50 caças no total. Oito aeronaves foram entregues até setembro de 2015.[72][73][74][75][76][77][78]

 Uganda
As Forças Armadas de Uganda solicitaram 6 Su-30MK2s em 2010. As duas últimas aeronaves pedidas foram entregues em junho de 2012.
 Venezuela
A Força Aérea Venezuelana e o governo da Venezuela anunciaram em 14 de junho de 2006 a compra de 24 unidades de Su-30MK2. Os dois primeiros Su-30MK2 foram entregues no início de 2006 enquanto mais 8 foram comissionados durante o ano de 2007; 14 unidades chegaram em 2008. Uma segunda leva de 12 Su-30MKV também foi considerada em 2009, mas não houve prosseguimento. Possuíam 24 Su-30MK2s em janeiro de 2012. Em outubro de 2015, a Venezuela anunciou a compra de mais 12 Su-30MK2 da Rússia por $480 milhões.
 Vietname
Força Aérea do Vietnã opera 4 Su-30MKs e 20 Su-30MK2Vs em 2013. Em 21 de agosto de 2013, a Rússia anunciou que poderia entregar mais 12 Su-30MK2 sobre um contrato no valor de $450 milhões, com entregas entre 2014 e 2015.

## Especificações (Su-27PU/Su-30)
KNAAPO, Sukhoi, Gordon and Davison.
Dimensões
- Comprimento: 21 935 m
- Envergadura: 14,7 m
- Área alar: 62,0 m²
- Altura: 6,36 m

Pesos
- Vazio: 17 700 kg
- Carregado: 24 900 kg

Desenho de linha do Sukhoi Su-30

- Máximo de Decolagem: 34 500 kg

Desempenho
- Velocidade Máxima: Mach 2,0; 2 120 km/h, 1 320 mph
- Teto Operacional: 17 300 m
- Raio de Ação: 3 000 km

Motores
- Motor: AL-31FL
- Tipo de motor: turbofans de baixo desvio
- Número de jatos: 2
- Empuxo principal: 7 600 kgf; 74.5 kN, 16 750 lbf
- Empuxo em pós-combustão: 12 500 kgf; 122.58 kN, 27 560 lbf

Armamento
- 1 × Canhão GSh-30-1 de 30 mm e 150 disparos

Mísseis Ar-Ar:
- 6 × R-27ER1 (AA-10C)
- 2 × R-27ET1 (AA-10D)
- 6 × R-73E (AA-11)
- 6 × R-77 RVV-AE(AA-12)

Mísseis Ar-Terra:
- 6 × Kh-31P/Kh-31A anti-radar
- 6 × Kh-29T/L guiado a laser
- 2 × Kh-59ME

Bombas:
- 6 × KAB 500KR
- 3 × KAB-1500KR
- 8 × FAB-500T
- 28 × OFAB-250-270